# Instituto de Crecimiento Verde Mundial

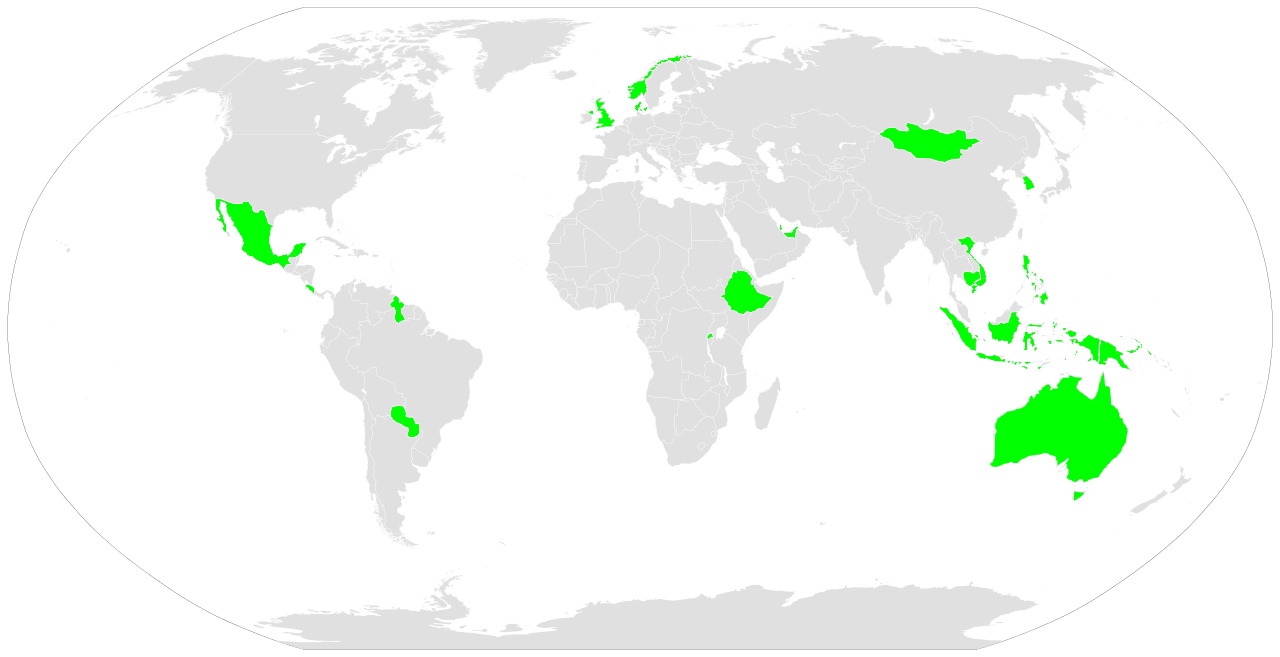
Países miembros del Instituto de Crecimiento Verde Mundial

El Instituto de Crecimiento Verde Mundial (conocido como GGGI por las siglas de su denominación en inglés, Global Green Growth Institute) es una organización internacional que deriva de un tratado y tiene su sede en Seúl, Corea del Sur. Su objetivo es promover el crecimiento verde, un paradigma de crecimiento caracterizado por un equilibrio entre el crecimiento económico y la sostenibilidad medioambiental. El GGGI proporciona investigación y compromiso de los actores para planes de crecimiento verde, especialmente en países en desarrollo, con la idea de reemplazar el paradigma habitual, que se basa en el desarrollo industrial.
Fundado para apoyar un crecimiento verde que simultáneamente consiga reducción de la pobreza, creación de empleo, inclusión social y sostenibilidad medioambiental, el GGGI trabaja a través de 4 áreas prioritarias que se consideran esenciales para transformar las economías nacionales: energía, agua, usos del suelo y ecociudades (ciudades verdes, green cities).
El GGGI ambiciona un mundo resiliente conseguido a través de un crecimiento verde fuerte e inclusivo, y se dedica a apoyar la transición de sus países miembros hacia un modelo de crecimiento verde. Para conseguir estos objetivos, el GGGI trabaja con países en desarrollo y mercados emergentes con el fin diseñar y aplicar programas que abran nuevos caminos para un crecimiento económico sostenible que favorezca a los pobres.
El GGGI apoya a los diversos actores proporcionándoles diversos productos y servicios para ayudarlos a financiar, aplicar y difundir el crecimiento verde, con los objetivos de lograr las prioridades nacionales de desarrollo económico y cumplir los compromisos internacionales.

## Historia
El GGGI fue inicialmente lanzado como laboratorio de ideas en 2010 por el presidente coreano Lee Myung-bak, y posteriormente (en 2012, con ocasión de la Cumbre Rio+20 en Brasil) convertido en una organización internacional basada en un tratado.

### Miembros fundadores
Hubo 18 miembros fundadores: Australia, Camboya, Costa Rica, Dinamarca, Etiopía, Guyana, Indonesia, Kiribati, México, Noruega, Papúa Nueva Guinea, Paraguay, Filipinas, Catar, Corea del Sur, Emiratos Árabes Unidos, Reino Unido y Vietnam.
Desde su transformación en una organización internacional se han unido como países miembros Fiyi, Hungría, Jordania, Laos, Mongolia, Perú, Ruanda, Senegal, Tailandia y Vanuatu.
Muchos miembros del GGGI han progresado en el Índice bienal de economía verde mundial (GGEI por sus siglas en inglés), la medida mundial líder de cómo 80 países puntúan en economía verde a través de 4 dimensiones:
- liderazgo y calentamiento mundial
- eficiencia energética
- mercados e inversión
- medio ambiente

## Actividades
El GGGI trabaja como un asesor gubernamental neutral para conseguir 6 resultados estratégicos importantes: reducción de las emisiones de gases de efecto invernadero (GEI, causantes del calentamiento mundial), creación de empleo verde, acceso mejorado a servicios sostenibles, mejor calidad del aire, mejores servicios del ecosistema y mejor adaptación al calentamiento global. Con este fin el instituto se compromete con contrapartes gubernamentales para: proporcionar valoraciones de impacto socioeconómico y sectorial; experimentar, desarrollar y aplicar herramientas prácticas y estudios de caso; desarrollar planes de crecimiento verde a escala nacional o sectorial; evaluar y diseñar marcos legales e institucionales; proporcionar análisis financieros y de inversión que tengan en cuenta tanto los requisitos de inversión como las fuentes potenciales; y desarrollar planes y marcos de inversión en sectores y subsectores económicos.

### Planes de crecimiento verde en países en desarrollo
El GGGI ha investigado y desarrollado planes de crecimiento verde para 16 países en desarrollo: Brasil, Camboya, China, Etiopía, India, Indonesia, Kazajistán, Mongolia, Marruecos, Perú, Filipinas, Ruanda, Sudáfrica, Tailandia, Emiratos Árabes Unidos y Vietnam. El 27 de junio de 2014, el GGGI y el Programa de las Naciones Unidas para el Ambiente (PNUMA) anunciaron su asociación para cooperar en estrategias de crecimiento verde y planes de acción en diversos países.

### Plataforma de conocimiento sobre crecimiento verde
El 11 de enero de 2012 el GGGI, el PNUMA, la Organización para la Cooperación y el Desarrollo Económicos (OCDE), y el Banco Mundial firmaron un memorándum de entendimiento para establecer la Plataforma de conocimiento sobre crecimiento verde. Esta firma fue seguida por la conferencia inaugural de la plataforma en Ciudad de México.

## Relaciones con otros organismos internacionales

### Asamblea General de las Naciones Unidas
En diciembre de 2013 la Asamblea General de las Naciones Unidas otorgó al GGGI el estatus de observador, que le da los derechos de hablar en las reuniones de esta asamblea, de patrocinar resoluciones y de firmarlas. Los observadores también pueden emitir votos procedimentales, pero no tienen el derecho de votar las resoluciones en sí.

### Convención Marco de las Naciones Unidas sobre el Cambio Climático
En noviembre de 2013  la Convención Marco de las Naciones Unidas sobre el Cambio Climático (UNFCCC por sus siglas en inglés) otorgó al GGGI estatus de observador intergubernamental en la Decimonovena conferencia de las partes (cuyo acrónimo es COP19). En junio de 2015 el GGGI y la UNFCCC firmaron un memorándum de entendimiento para trabajar juntos en actividades sobre crecimiento verde en países en desarrollo, a través del fomento de un desarrollo resiliente y bajo en emisiones de GEI.

### Fondo Verde del Clima
En enero de 2015, el GGGI fue acreditado como organización  observadora ante el Fondo Verde del Clima (FVC). El FVC fue establecido por las partes durante la conferencia de la UNFCCC que se celebró en 2010 en Cancún, México, y designado como una entidad operativa del mecanismo financiero de la UNFCCC. El GGGI apoya a sus socios gubernamentales en el acceso a financiación para la preparación (readiness) de proyectos de mitigación del cambio climático bajo el programa de preparación del FVC. A noviembre de 2018, el GGGI ha apoyado con éxito a 8 de sus socios gubernamentales (Vanuatu, Mongolia, Papúa Nueva Guinea, Tailandia, Laos, Ruanda, Jordania e Indonesia) en el acceso a esta financiación.

### Organización para la Cooperación y el Desarrollo Económicos (OCDE)
El GGGI es un miembro fundador de la Plataforma de conocimiento sobre crecimiento verde junto con la OCDE. En junio de 2013 le fue conferido al GGGI el estatus de elegibilidad para ayuda oficial al desarrollo (AOD)  por el Comité de Ayuda al Desarrollo (CAD) de la OCDE. El GGGI es además un observador en la Red del CAD para cooperación en desarrollo y medio ambiente (conocida como DAC ENVIRONET).

### Bancos multilaterales de desarrollo y comisiones regionales de la ONU
En la vigésima primera conferencia de las partes en la UNFCCC (COP21), el GGGI, junto con bancos multilaterales de desarrollo y comisiones regionales de la ONU regionales, lanzó la Alianza para el Crecimiento Verde Inclusivo. El objetivo de esta alianza es ayudar a los países en desarrollo a identificar oportunidades de crecimiento verde que promuevan una prosperidad compartida e inclusiva (un  crecimiento que crea empleo y eleva los ingresos de los más pobres). Los miembros fundadores de esta alianza son: GGGI, Banco Asiático de Desarrollo, Banco Africano de Desarrollo, Banco Interamericano de Desarrollo, Comisión Económica para África de las Naciones Unidas, Comisión Económica para América Latina y el Caribe, Comisión Económica y Social para Asia y el Pacífico, y Comisión Económica y Social para Asia Occidental.

### Comisión Mundial de Economía y Clima
El GGGI es un socio investigador de la Comisión Global en el proyecto Nueva economía del clima de la Comisión Mundial de Economía y Clima (activa de 2013 a 2015 y posteriormente inactiva). El GGGI trabaja junto con el Instituto de Recursos Mundiales, la Iniciativa de Política Climática, el Instituto de Investigación sobre Desarrollo de Etiopía, el Consejo para la Investigación de las Relaciones Económicas Internacionales de la India, la Escuela de Londres de Economía y Ciencia Política, el Instituto de Desarrollo de Ultramar, el Instituto de Medio Ambiente de Estocolmo y la Universidad Tsinghua. Esta comisión se compone de antiguos jefes de gobierno, ministros de hacienda y dirigentes económicos, empresariales y financieros, presididos por el expresidente de México Felipe Calderón.

## Estructura del GGGI
Consta de una asamblea, un consejo y un secretariado.

### Asamblea
La asamblea es el órgano supremo del GGGI y se compone de todos sus países miembros. En las sesiones de la asamblea los miembros comparten conocimientos sobre crecimiento verde y aprenden otros nuevos. Las discusiones pretenden impulsar internacionalmente la teoría y la práctica del crecimiento verde a través de las 4 prioridades temáticas: ecociudades, energía, agua y usos del suelo. La asamblea nombra además al director general, aconseja en la dirección global de los trabajos —lo que incluye las asociaciones del GGGI con otros organismos internacionales— y revisa el avance hacia las metas fijadas. El director general y los miembros no estatales (expertos) del consejo son observadores en la asamblea, que se reúne anualmente, a la par con el consejo. La última reunión se produjo el 31 de octubre de 2018, en Seúl, capital de Corea del Sur. Las actividades de la asamblea siguen sus propias reglas de procedimiento.

#### Países miembros
El GGGI tiene 38 miembros: Australia, Birmania, Burkina Faso, Camboya, China, Costa Rica, Colombia Dinamarca, India, Etiopía, Fiyi, Marruecos, Guyana, Hungría, Indonesia, Jordania, Kiribati, Corea del Sur, Laos, México, Mongolia, Mozambique, Nepal, Noruega, Papúa Nueva Guinea, Paraguay, Perú, Filipinas, Catar, Ruanda, Senegal, Tailandia, Tonga, Emiratos Árabes Unidos, Reino Unido, Uganda, Vanuatu y Vietnam.

### Consejo
El consejo es el órgano ejecutivo del GGGI y, bajo la dirección de la asamblea, es responsable de dirigir las actividades del GGGI. En el consejo se decide el plan estratégico a 6 años y el programa de trabajo y presupuesto a 2 años. Además, el consejo es responsable de aprobar los reglamentos del GGGI (p. ej. financieros, aprovisionamiento o recursos humanos). El consejo se reúne anualmente. Sus actividades siguen sus propias reglas de procedimiento.
La asamblea elige para un mandato de 2 años a 5 miembros contribuyentes del consejo y otros 5 miembros participantes. Además el consejo se compone de 5 expertos y actores no estatales (nombrados por el mismo consejo para un mandato de 2 años), el director general y un representante del país anfitrión. Los dos últimos tienen un asiento permanente en el consejo. Los miembros contribuyentes se definen como los países miembros que realizan una contribución plurianual al GGGI no inferior a 15 millones de dólares estadounidenses ($) en 3 años. Los miembros participantes son los que no realizan dicha contribución. Los expertos y los actores no estatales son autoridades reconocidas en alguno de los 5 campos directamente pertinentes para el GGGI: empresas, regiones/ciudades, ciencia, inversor/finanzas y medio ambiente.

#### Miembros del consejo
En el mandato 2015-2016 los miembros contribuyentes del consejo fueron Australia, Dinamarca, Noruega, Catar, y los Emiratos Árabes Unidos. Los participantes fueron Costa Rica, Etiopía e Indonesia, con 2 asientos vacantes.
Los expertos y actores no estatales incluían al expresidente de Indonesia, Susilo Bambang Yudhoyono; al Dr. Lee Hoesung, presidente del Grupo Intergubernamental de Expertos sobre el Cambio Climático (IPCC por sus siglas en inglés); y a Mark Watts, director ejecutivo del Grupo de Liderazgo Climático (conocido como C40) y Peter Bakker, presidente ejecutivo del Consejo Empresarial Mundial para el Desarrollo Sostenible (WBCSD por sus siglas en inglés).
En el mandato 2018-2020, el presidente de la asamblea y del consejo es el exsecretario general de la ONU, Ban Ki-moon.

#### Subcomité del consejo para la gestión y el programa
El consejo ha establecido un subcomité para la gestión y el programa (MPSC por sus siglas en inglés) con el fin de coordinar y operar eficazmente. Este subcomité revisa:
- borradores del programa de trabajo del GGGI
- borradores de su presupuesto
- estados financieros auditados

y proporciona una opinión al Consejo.
Además el MPSC es responsable de supervisar el marco de control interno de la secretaría. Este subcomité incluye 2 puntos de contacto de auditoría que proporcionan una línea de información funcional  para la oficina de integridad y auditoría interna del GGGI. Dichos puntos de contacto revisan informes de auditoría interna. En 2016 eran miembros del MPSC Australia, Costa Rica, Dinamarca, Noruega, Corea del Sur (que lo presidía) y Emiratos Árabes Unidos. Estos 2 últimos también eran los puntos de contacto de auditoría.

### Secretaría
La secretaría, denominada "instituto" a secas (no "Instituto de Crecimiento Verde Mundial", que es todo el organismo) es el principal órgano operativo del GGGI y está al mando de un director general. Se radica en Seúl y tiene presencia u operaciones en 24 países miembros.
Este director general es propuesto por el consejo y nombrado por la asamblea. Para el mandato 2016-2020 se ha elegido al Dr. Frank Rijsberman, quien lo comenzó el 1 de octubre de 2016.
Entre los exdirectores generales del GGGI se encuentran el exdirector  del Foro Económico Mundial, Richard (Rick) Samans (2011-2013), el director ejecutivo del Fondo Verde del Clima, Howard Bamsey (2013-2014) y el exsecretario ejecutivo de la UNFCCC, Yvo de Boer (2014-2015).
En 2013, el GGGI fue criticado por 2 países miembros, Noruega y Dinamarca, por su administración financiera. El primero retuvo 10 millones de $ en donaciones aduciendo gastos excesivos en vuelos y comidas por el expresidente del consejo del GGGI, Lars Løkke Rasmussen, y ambos reclamaron una auditoría de las finanzas de la organización antes de renovar su apoyo para 2014.